# Petrocephalus
Petrocephalus es un género de peces elefante en la familia Mormyridae, siendo el único género en la subfamilia Petrocephalinae por lo que conforma un grupo monofilético dentro de ésta, con aproximadamente treinta especies y subespecies.
Estos peces son nativos de África, siendo endémico de Angola, Camerún, Gabón, República Centroafricana, Mali, Níger, Nigeria y Congo. Su área de distribución se observa principalmente en la cuenca del Congo, Pool Malebo, y los ríos Kouilou-Niari, Sanaga, Nyong, Ogooué y Ntem, entre otros.

## Especies
- Petrocephalus ansorgii Boulenger, 1903
- Petrocephalus arnegardi Lavoué & Sullivan, 2014
- Petrocephalus balayi Sauvage, 1883
- Petrocephalus bane (Lacépède, 1803)
  - Petrocephalus bane bane (Lacepède, 1803)
  - Petrocephalus bane comoensis de Mérona, 1979
- Petrocephalus binotatus Pellegrin, 1924
- Petrocephalus boboto Lavoué & Sullivan, 2014
- Petrocephalus bovei (Valenciennes, 1847)
  - Petrocephalus bovei bovei (Valenciennes, 1847)
  - Petrocephalus bovei guineensis Reizer, Mattei & Chevalier, 1973
- Petrocephalus catostoma (Günther, 1866)
  - Petrocephalus catostoma catostoma (Günther, 1866)
  - Petrocephalus catostoma congicus L. R. David & Poll, 1937
  - Petrocephalus catostoma haullevillei Boulenger, 1912
  - Petrocephalus catostoma tanensis Whitehead & Greenwood, 1959
- Petrocephalus christyi Boulenger, 1920
- Petrocephalus cunganus Boulenger, 1910
- Petrocephalus degeni Boulenger, 1906
- Petrocephalus gliroides (Vinciguerra, 1897)
- Petrocephalus grandoculis Boulenger, 1920
- Petrocephalus haullevillii Boulenger, 1912
- Petrocephalus hutereaui (Boulenger, 1913)
- Petrocephalus keatingii Boulenger, 1901
- Petrocephalus levequei Bigorne & Paugy, 1990
- Petrocephalus microphthalmus Pellegrin, 1908
- Petrocephalus okavangensis Kramer, Bills, Skelton & Wink, 2012
- Petrocephalus pallidomaculatus Bigorne & Paugy, 1990
- Petrocephalus pellegrini Poll, 1941
- Petrocephalus sauvagii (Boulenger, 1887)
- Petrocephalus schoutedeni Poll, 1954
- Petrocephalus similis Lavoué, 2011[3]
- Petrocephalus simus Sauvage, 1879
- Petrocephalus soudanensis Bigorne & Paugy, 1990
- Petrocephalus squalostoma (Boulenger, 1915)
- Petrocephalus sullivani Lavoué, Hopkins & Kamdem Toham, 2004
- Petrocephalus tenuicauda (Steindachner, 1895)
- Petrocephalus wesselsi Kramer & van der Bank, 2000
- Petrocephalus zakoni Lavoué, Sullivan & Arnegard, 2010